# Villa abbadon
Villa abbadon är en tvåvingeart som först beskrevs av Fabricius 1794.  Villa abbadon ingår i släktet Villa och familjen svävflugor. Inga underarter finns listade i Catalogue of Life.